# Anthony Mandrea
Anthony Mandrea, né le 25 décembre 1996 à Grasse (Alpes-Maritimes), footballeur international algérien, qui évolue au poste de gardien de but au SM Caen.

## Carrière

### En club
Né à Grasse d'un père franco-italien[réf. souhaitée] et d'une mère franco-algérienne dont la famille est originaire de Chlef,, Anthony Mandrea se prend très tôt de passion pour le foot et prend sa première licence à l'US Pégomas à l'âge de 6 ans. Décidé à faire comme son père Christophe, il y joue gardien de but. Montrant de belles qualités dans les cages, il est repéré par l'AS Cannes et l'OGC Nice et rejoint finalement le centre de formation de ce dernier en 2009,. Cinquième gardien de but dans la hiérarchie du club niçois lors de la saison 2013-2014, il profite de l'indisponibilité de ses coéquipiers pour faire ses débuts en Ligue 1 le 3 novembre 2013 contre les Girondins de Bordeaux en remplaçant en cours de match David Ospina. Alors âgé de 16 ans et 10 mois, il bat alors le record de précocité détenu par Mickaël Landreau. Il compte en 2013 une sélection en équipe de France U18. Cette apparition reste sans lendemain. 
En 2016, il part au SCO d'Angers où il signe un premier contrat professionnel en 2017, sans y être cependant titulaire. En 2020, il est prêté au club voisin du SO Cholet, pensionnaire de National. Mandrea y signe une saison aboutie, au point d’être élu meilleur gardien du championnat.
De retour à Angers, il est d'abord considéré comme la doublure de Paul Bernardoni puisse passe n°3. En fin de saison, il dispute cependant les dix derniers matchs de championnat après le départ en prêt de Bernardoni et que Danijel Petković se soit montré fautif face au RC Lens (26e journée, défaite 1-2) et au Stade de Reims (28e journée, défaite 0-1).

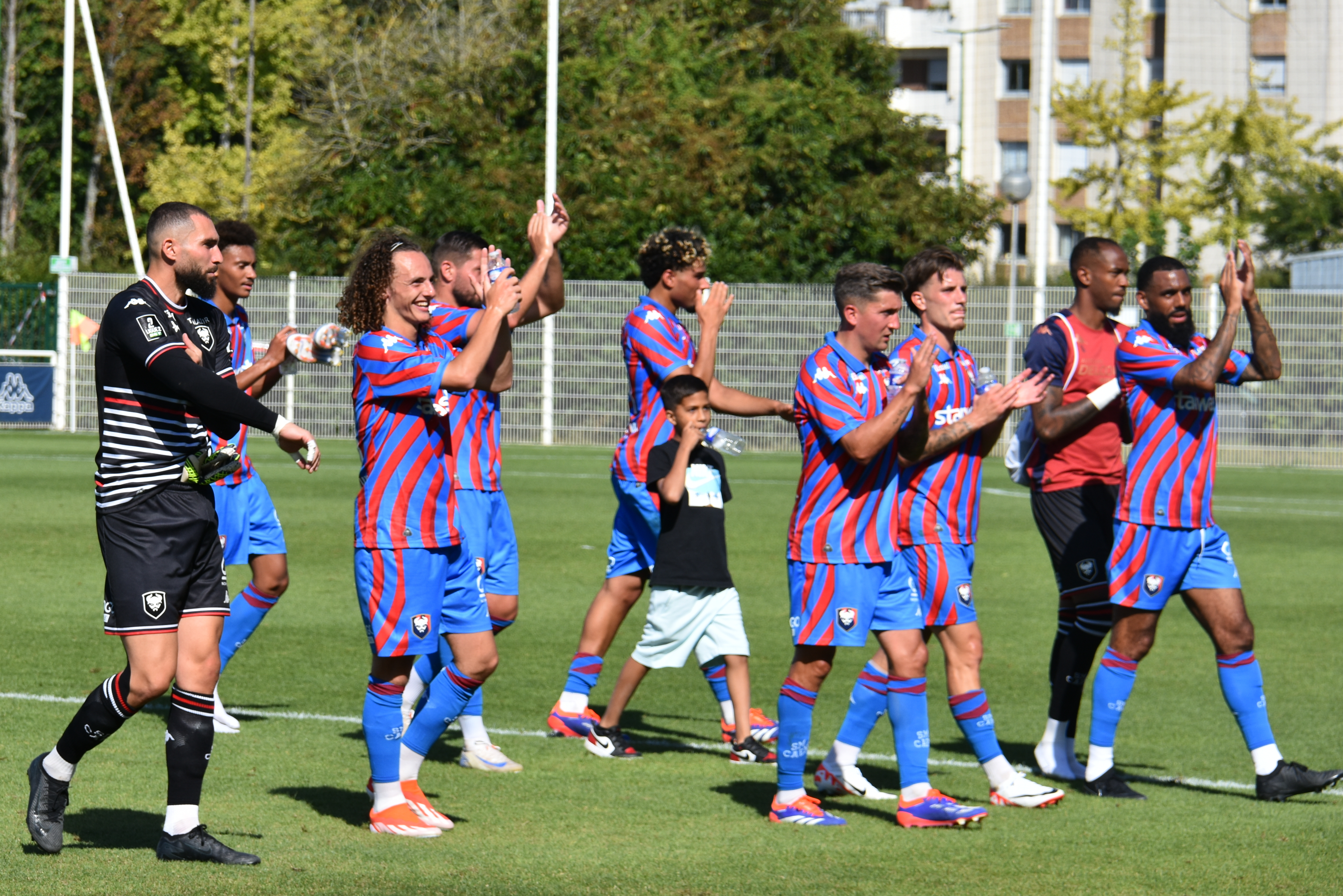
Mandrea parmi les joueurs du SM Caen, en 2024.

En fin de contrat au terme de la saison 2021-2022 à Angers, le SM Caen annonce son arrivée le 23 juin 2022. Il y paraphe un contrat s'étalant jusqu'en 2024. En Normandie, il doit prendre la succession de Rémy Riou et retrouve de nombreuses personnalités côtoyées à Angers, l'entraîneur Stéphane Moulin, son ancien coéquipier Romain Thomas, le président Olivier Pickeu et le directeur sportif Yohan Eudeline.

### En sélection nationale
Ayant déjà témoigné de sa volonté de rejoindre Les Fennecs, le sélectionneur Djamel Belmadi finit par le convoquer en équipe nationale d'Algérie le 27 mai 2022,. Il connaît sa première sélection lors d'un match amical face à l'Iran, remporté sur le score de 2 buts à 1 le 12 juin 2022. Le 29 décembre 2023, il est retenu dans la liste des vingt-sept joueurs algériens sélectionnés par Djamel Belmadi pour disputer la Coupe d'Afrique des nations 2023.
Il est vu comme le potentiel successeur de Raïs M'Bolhi.

## Statistiques

### En club
| Saison                | Club                  | Championnat           | Championnat | Championnat | Coupe nationale | Coupe nationale | Coupe de la Ligue | Coupe de la Ligue | Total | Total |
| Saison                | Club                  | Division              | M.          | B.          | M.              | B.              | M.                | B.                | M.    | B.    |
| 2013-2014             | OGC Nice rés.         | CFA                   | 1           | 0           | -               | -               | -                 | -                 | 1     | 0     |
| 2015-2016             | OGC Nice rés.         | CFA                   | 10          | 0           | -               | -               | -                 | -                 | 10    | 0     |
| Sous-total            | Sous-total            | Sous-total            | 11          | 0           | -               | -               | -                 | -                 | 11    | 0     |
| 2013-2014             | OGC Nice              | Ligue 1               | 1           | 0           | -               | -               | -                 | -                 | 1     | 0     |
| 2016-2017             | Angers SCO rés.       | CFA 2                 | 20          | 0           | -               | -               | -                 | -                 | 20    | 0     |
| 2018-2019             | Angers SCO rés.       | National 3            | 24          | 0           | -               | -               | -                 | -                 | 24    | 0     |
| 2019-2020             | Angers SCO rés.       | National 2            | 15          | 0           | -               | -               | -                 | -                 | 15    | 0     |
| 2021-2022             | Angers SCO rés.       | National 2            | 3           | 0           | -               | -               | -                 | -                 | 3     | 0     |
| Sous-total            | Sous-total            | Sous-total            | 62          | 0           | -               | -               | -                 | -                 | 62    | 0     |
| 2017-2018             | Angers SCO            | Ligue 1               | -           | -           | -               | -               | 1                 | 0                 | 1     | 0     |
| 2021-2022             | Angers SCO            | Ligue 1               | 10          | 0           | -               | -               | -                 | -                 | 10    | 0     |
| Sous-total            | Sous-total            | Sous-total            | 10          | 0           | -               | -               | 1                 | 0                 | 11    | 0     |
| 2020-2021             | SO Cholet (prêt)      | National              | 32          | 0           | 1               | 0               | -                 | -                 | 33    | 0     |
| 2022-2023             | SM Caen               | Ligue 2               | 37          | 0           | 2               | 0               | -                 | -                 | 39    | 0     |
| 2023-2024             | SM Caen               | Ligue 2               | 34          | 0           | 0               | 0               | -                 | -                 | 34    | 0     |
| 2024-2025             | SM Caen               | Ligue 2               | 26          | 0           | 0               | 0               | -                 | -                 | 26    | 0     |
| 2025-2026             | SM Caen               | National              | 1           | 0           | -               | -               | -                 | -                 | 1     | 0     |
| Sous-total            | Sous-total            | Sous-total            | 98          | 0           | 2               | 0               | -                 | -                 | 100   | 0     |
| Total sur la carrière | Total sur la carrière | Total sur la carrière | 214         | 0           | 3               | 0               | 1                 | 0                 | 218   | 0     |

### En équipe nationale
| Saison                | Sélection             | Phases finales        | Phases finales | Phases finales | Éliminatoires CDM | Éliminatoires CDM | Éliminatoires CAN | Éliminatoires CAN | Matchs amicaux | Matchs amicaux | Total | Total |
| Saison                | Sélection             | Compétition           | M              | B              | M                 | B                 | M                 | B                 | M              | B              | M     | B     |
| --------------------- | --------------------- | --------------------- | -------------- | -------------- | ----------------- | ----------------- | ----------------- | ----------------- | -------------- | -------------- | ----- | ----- |
| 2021-2022             | Algérie               | -                     | -              | -              | -                 | -                 | 0                 | 0                 | 1              | 0              | 1     | 0     |
| 2022-2023             | Algérie               | -                     | -              | -              | -                 | -                 | 2                 | 0                 | 1              | 0              | 3     | 0     |
| 2023-2024             | Algérie               | CAN 2023              | 3              | 0              | 4                 | 0                 | 1                 | 0                 | 6              | 0              | 14    | 0     |
| 2024-2025             | Algérie               | -                     | -              | -              | -                 | -                 | 2                 | 0                 | 1              | 0              | 3     | 0     |
| Total sur la carrière | Total sur la carrière | Total sur la carrière | 3              | 0              | 4                 | 0                 | 5                 | 0                 | 9              | 0              | 21    | 0     |

### Matchs internationaux
Le tableau suivant liste les rencontres de l'équipe d'Algérie dans lesquelles Anthony Mandrea a été sélectionné depuis le 12 juin 2022 jusqu'à présent.

## Palmarès et Distinctions

### Distinctions individuelles
- Meilleur Gardien de National 2020-2021 (SO Cholet)
- Équipe-type de National 2020-2021 [18]
- Élu meilleur joueur du mois du SM Caen en août 2022 [19], octobre 2022 [20] , avril 2023 [21]